# アンジュ (ワイン)

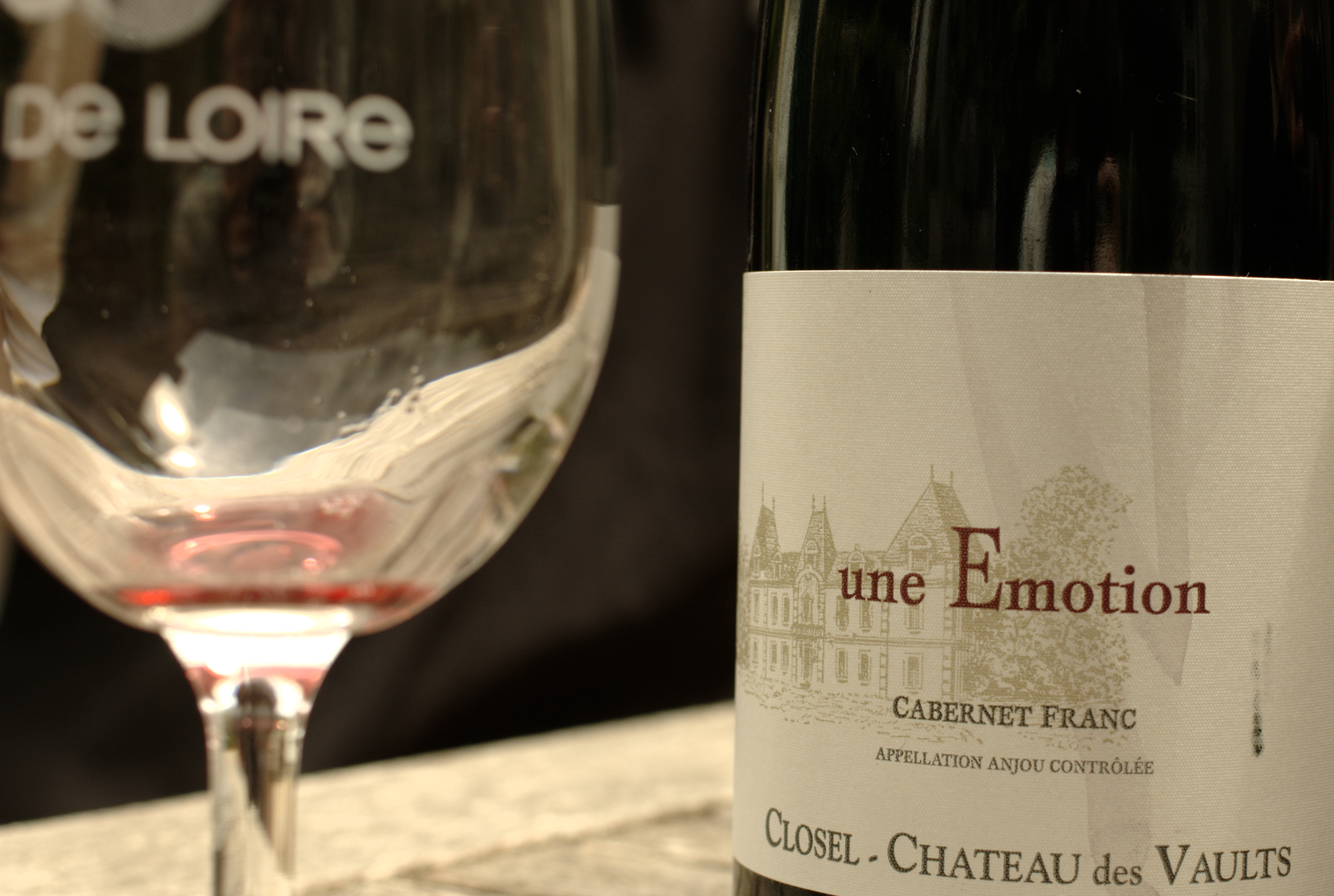
AOCアンジュ

アンジュ (Anjou) は、フランスのロワール地方で生産されるワインのAOC名の一つである。フランス革命以前にあった州であるアンジュに由来し、メーヌ＝エ＝ロワール県のほぼ全域にあたる128か村、ドゥー＝セーヴル県北部の14か村、ヴィエンヌ県北西部の9か村が指定地域になっている。
赤・白・ロゼと発泡ワインが作られているが、ロゼが多い。

## おもなAOCワイン

### ロゼ・ダンジュ
ロゼ・ダンジュ（Rosé d'Anjou）は、この地方の固有品種であるグロロ種のぶどうを主体として作られるワインで、AOCワインのなかではミュスカデやアントル・ドゥー・メールなどとともに最も安価なワインである。美しいサーモンピンクで、やさしいアロマのある快い甘口のワインで、「女性が喜ぶワイン」として有名である。

### カベルネ・ダンジュ
カベルネ・ダンジュ（Cabernet d'Anjou）は、カベルネ・フラン種で作られ、ロゼ・ダンジュに比べ、ほのかな渋みがあり、色もやや濃く、やや辛口に仕上がっている。

### アンジュ
赤・白・ロゼがある。
赤ワインは、北部のアンジュ地区では、ガメ種を主体に、南部のソミュール地区ではカベルネ・フランとカベルネ・ソーヴィニョンを中心に作られている。しかしどちらも比較的軽く、価格も安い。
白ワインは、シュナン・ブラン種を中心に作られており、軽い辛口である。
アンジュ・ロゼというロゼワインもあり、カベルネ系のぶどうで作られる、軽い甘口のワインである。